# Свира (река)
Свира или Свирка (укр. Свіра, Свірка) — левый приток реки Убедь, протекающий по Корюковскому району (Черниговская область).

## География
Длина — 7 км.  
Русло средне-извилистое, в верховье пересыхает. Пойма занята заболоченными участками, лесами.
Река берёт начало западнее села Хлопяники (на территории бывшего Сосницкого района). Река течёт на юго-запад. Впадает в реку Убедь непосредственно восточнее села Рудня (на территории бывшего Сосницкого района).

## Притоки
нет крупных 

## Населённые пункты
Населённые пункты на реке (от истока к устью):
1. Свирок